# Rahin
Le Rahin est une petite rivière haut-saônoise, de faible débit, caillouteuse en provenance des Vosges. C'est un sous-affluent du Rhône par l'Ognon et la Saône.

## Étymologie
Cette rivière n'a pas beaucoup changé de nom, certainement de par son faible débit. En 1685, on l'orthographie Rahen, puis Le Rahain en 1712.

## Géographie

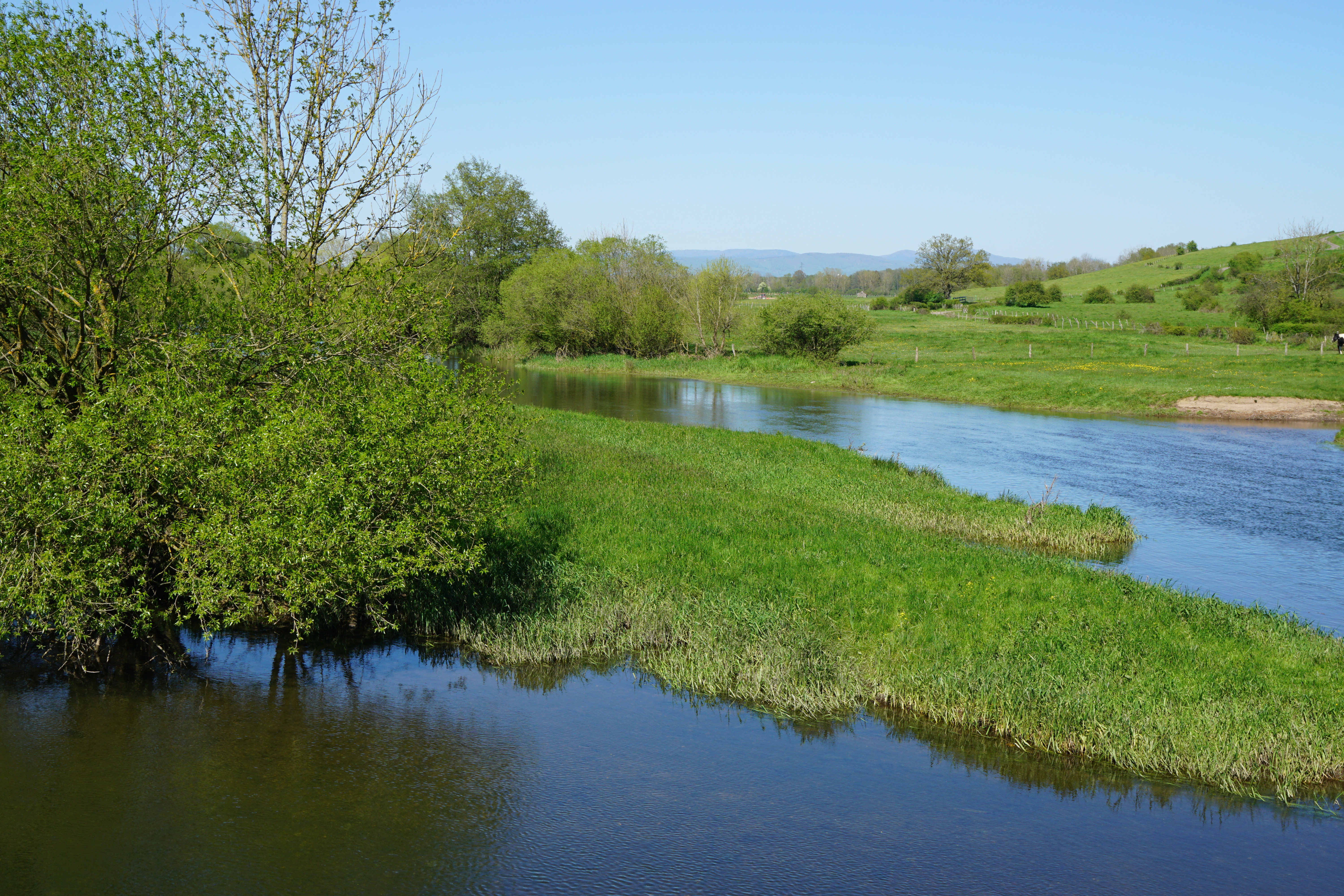
Confluence du Rahin et de l'Ognon.

La longueur de son cours d'eau est de 50,5 km.
Il prend sa source vers 950 mètres d'altitude, un peu en dessous du col du Stalon entre le ballon de Servance et le ballon d'Alsace, sur la commune de Plancher-les-Mines.
Il descend des Vosges par le vallon de Saint-Antoine, et conflue dans l'Ognon près des Aynans, à 273m d'altitude.

### Communes et cantons traversés
Dans le seul département de la Haute-Saône, le Rahin traverse les douze communes suivantes, dans quatre cantons, de l'amont vers l'aval, de Plancher-les-Mines (source), Plancher-Bas, Champagney, Ronchamp, La Côte, Roye, Frotey-lès-Lure, Lure, Vouhenans, Le Val-de-Gouhenans Gouhenans, Aynans (confluence).
Soit en termes de cantons, le Rahin prend source dans le canton d'Héricourt-1, traverse les canton de Lure-1 et canton de Villersexel, conflue dans le canton de Lure-2, le tout dans l'arrondissement de Lure.

### Toponymes
Le Rahin a donné son hydronyme à la communauté de communes Rahin et Chérimont.

### Bassin versant
Le Rahin traverse une seule zone hydrographique 'Le Rahin' (U102) de 170 km2 de superficie. Ce bassin versant est constitué à 71,51 % de « forêts et milieux semi-naturels », à 21,04 % de « territoires agricoles », à 7,35 % de « territoires artificialisés », à 0,28 % de « surfaces en eau ».

## Affluents

La confluence du Rhien et du Rahin et les houillères de Ronchamp.

Le Rahin a douze tronçons affluents référencés :
- la Grande Goutte (rg),
- le Rossely (rd),
- la Goutte des Verrues (rd),
- les Gouttes des Saules (rd),
- le Ruisseau de la Goutte (rd),
- le ruisseau d'Ambiez (rd),
- le ruisseau de Malenbre (rg),
- le Rhien (rd), 8,5 km sur la seule commune de Ronchamp avec un affluent :
  - le ruisseau de la Selle (rd), 8,5 km sur les deux communes de Ronchamp (confluence) et Saint-Barthélemy (source).
- le Beuveroux,
- le ruisseau de l'Étang de Malbouhans (rd),
- le ruisseau des Prés Besançon (rg),
- le ruisseau de Sémé (rd),

Donc son rang de Strahler est de trois.

## Hydrologie
Elle est parfois la cause de brusques inondations. On a tenté en vain de l'endiguer mais le cours d'eau a malgré tout subi de très nombreux aménagements ayant perturbé son écoulement comme son écologie (rectifications, seuils de prise d'eau industriels ou agricoles…).

### Le Rahin à Plancher-Bas
Le Rahin a été observé depuis 1968 à la station U1025010 Le Rahin à Plancher-Bas, à 442 m d'altitude pour un bassin versant de 33 km2. Son module est de 1,65 m3/s.

### Étiage ou basses eaux
À l'étiage, c'est-à-dire aux basses eaux, le VCN3, ou débit minimal du cours d'eau enregistré pendant trois jours consécutifs sur un mois, en cas de quinquennale sèche s'établit à 0,040 m3/s,.

### Crues
Le débit journalier maximal a été observé le 15 février 1990 pour 41,30 m3/s. Le débit instantané maximal a été observé le même 15 février 1990 à 14h54 avec 55,70 m3/s en même temps que la hauteur maximale instantanée de 242 cm soit 2,42 m.
Le QIX 10 est de 42 m3/s, le QIX 20 est de 48 m3/s et le QIX 50 est de 55 m3/s alors que le QIX 2 est de 26 m3/s et le QIX 5 de 35 m3/s.
Généralement, le débit est nul aux alentours de Roye en été. Le cours d'eau assure un transport solide (transport de sédiments) important ; il était d'ailleurs largement exploité (sables, graviers) jusqu'à la fin du XXe siècle par prélèvements directs dans le lit mineur, ce qui a aussi contribué à la dégradation de la rivière.
À Plancher-Bas se trouve une prise d'eau alimentant via un canal le réservoir de Champagney ; cette prise d'eau contribue largement à l'écrêtement des crues de la rivière.

### Lame d'eau et débit spécifique
La lame d'eau écoulée dans cette partie du bassin versant de la rivière est de 1 579 millimètres annuellement, ce qui con fois supérieur la moyenne en France. Le débit spécifique (Qsp) atteint 49,9 litres par seconde et par kilomètre carré de bassin.

## Faune et flore
La truite sauvage est le poisson emblématique des cours d'eau rapides issus de la montagne vosgienne. La pêche peut être pratiquée, surtout en tant que loisir. Elle permet de réaliser un plat local d'antan connu sous le nom de gelée de truite du Rahin. Mais comme tous les cours d'eau français, le Rahin a vu diminuer fortement la quantité et la qualité de ses peuplements piscicoles mais aussi de sa microfaune (invertébrés). Ses rives sont largement occupées par des espèces exotiques invasives (Renouée du Japon, Balsamine de l'Himalaya). C'est aujourd'hui une rivière très dégradée sur le plan écologique et paysager, sauf dans sa partie strictement montagnarde.

## Galerie

Le cours du Rahin sur La Côte et Roye
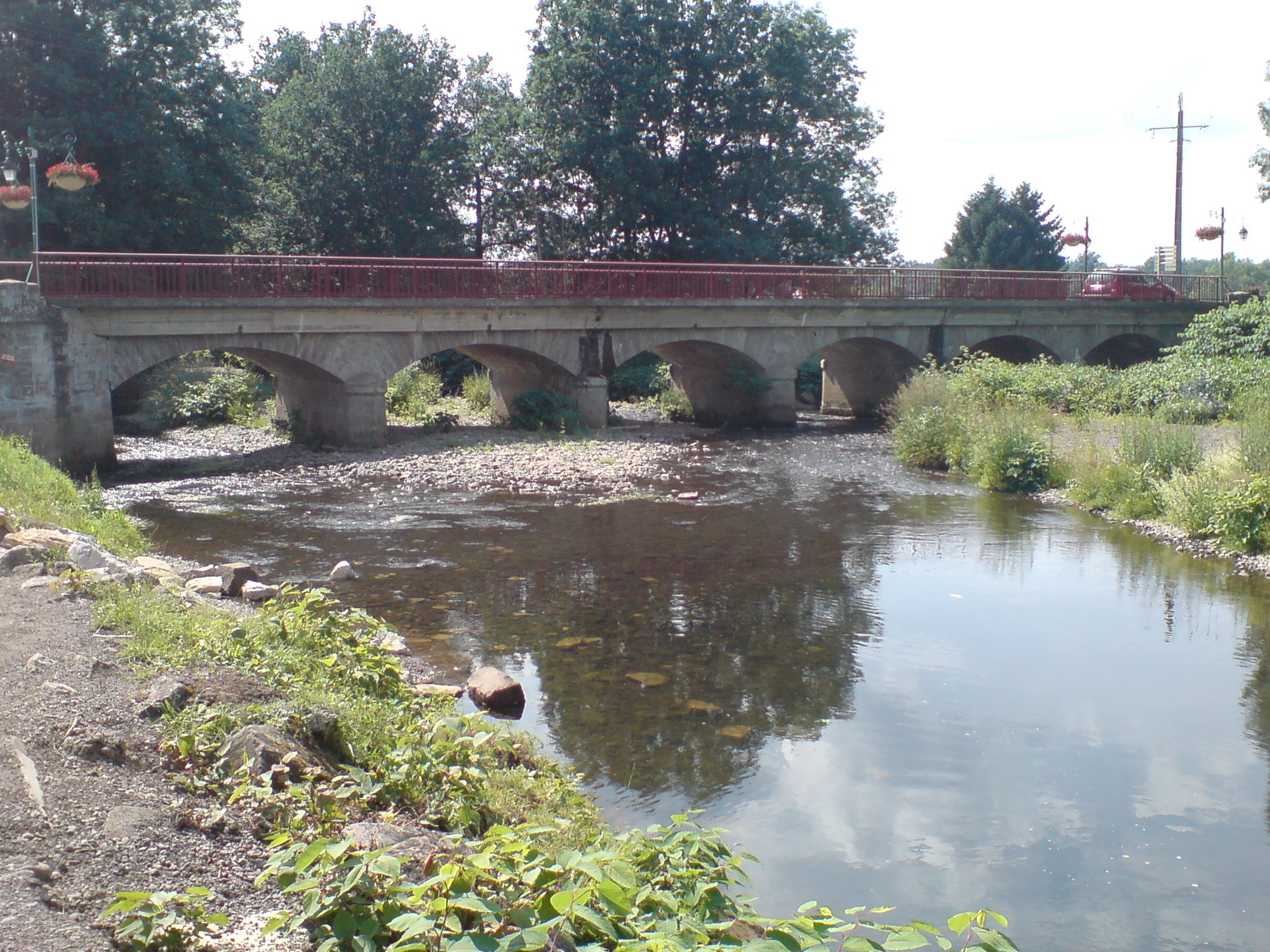
Le Rahin passe au centre du village de La Côte en Haute-Saône.
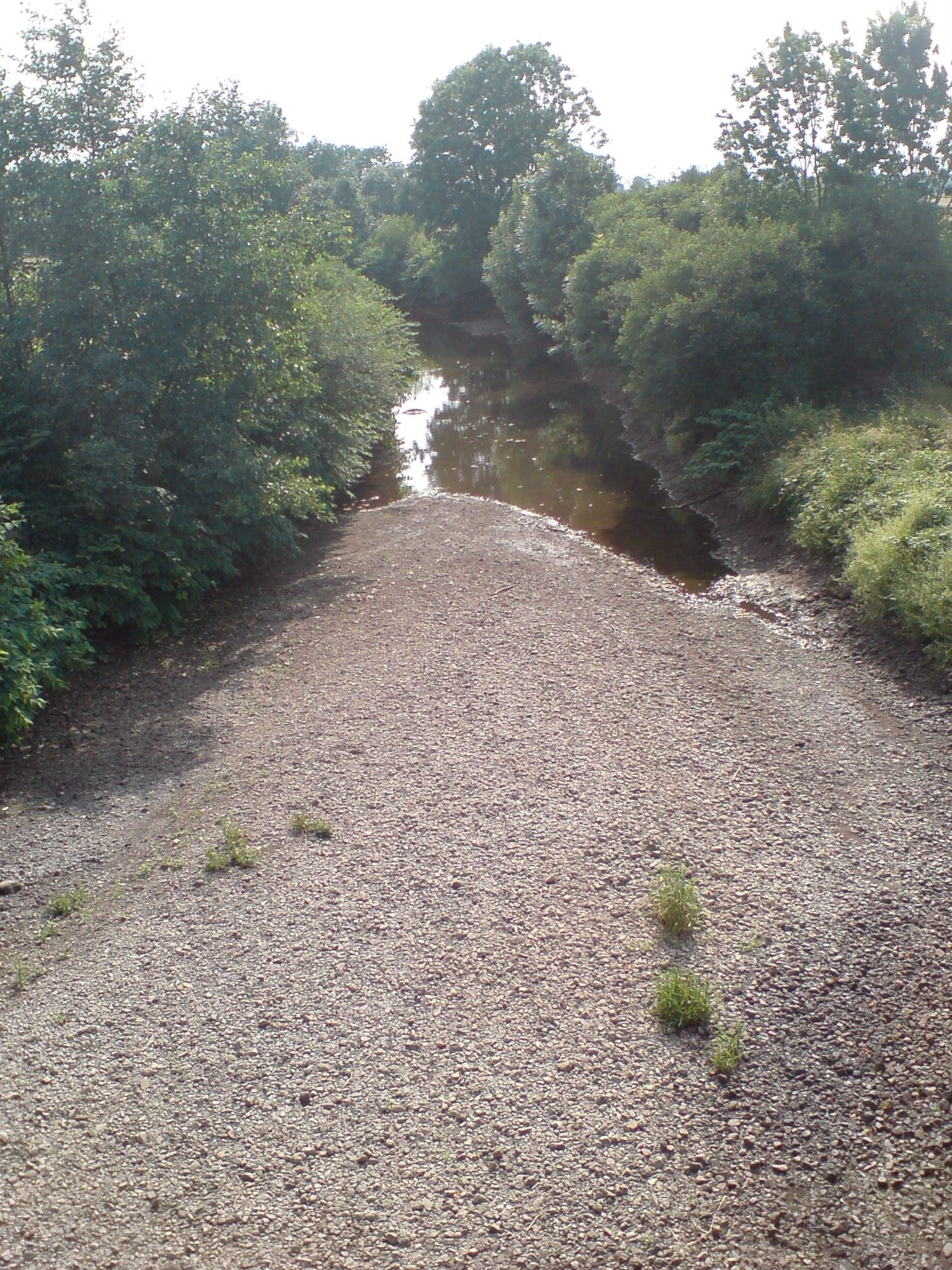
Le Rahin est souvent asséché à Roye.
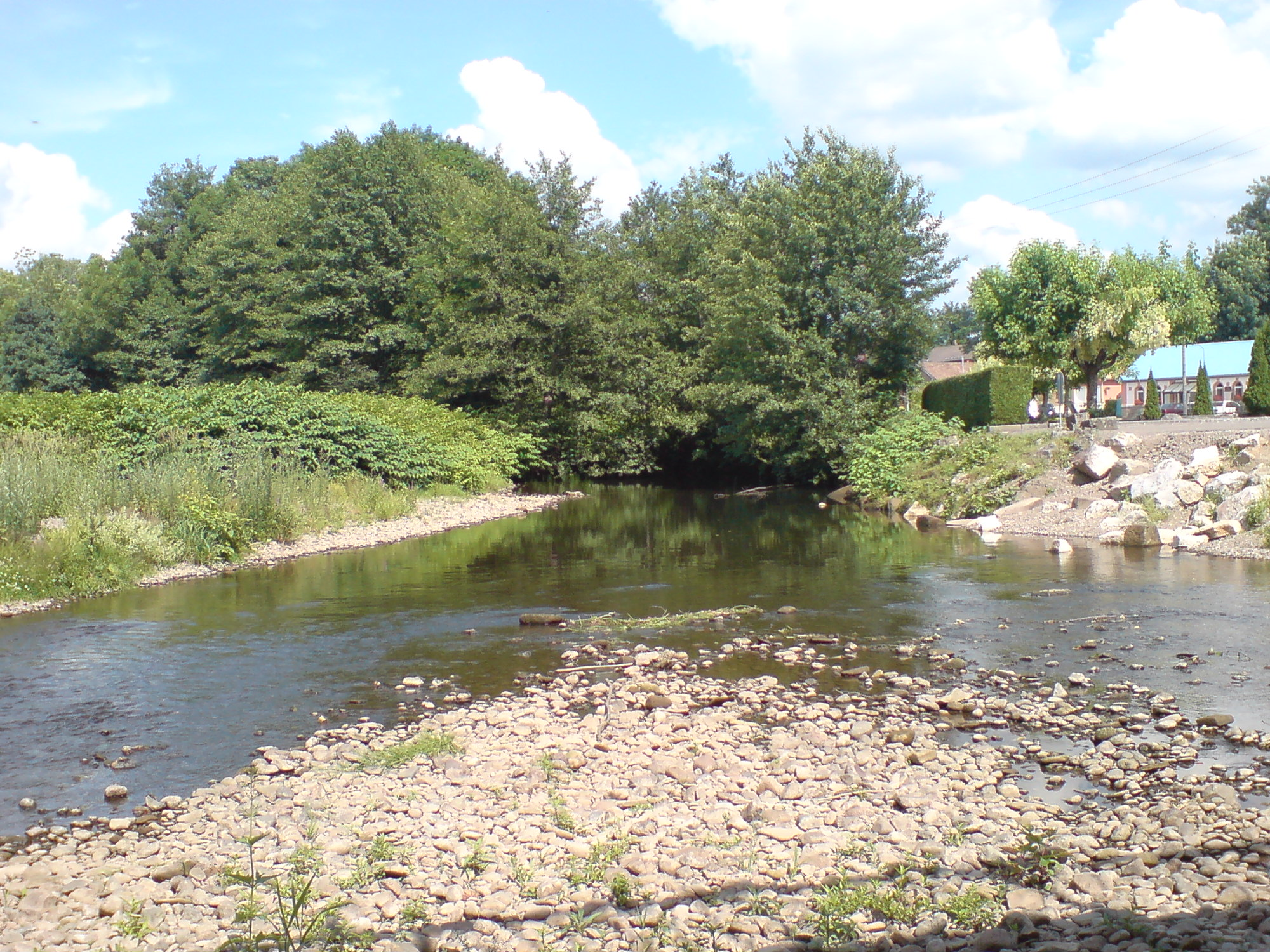
Le Rahin se sépare en plusieurs branches en aval du pont…
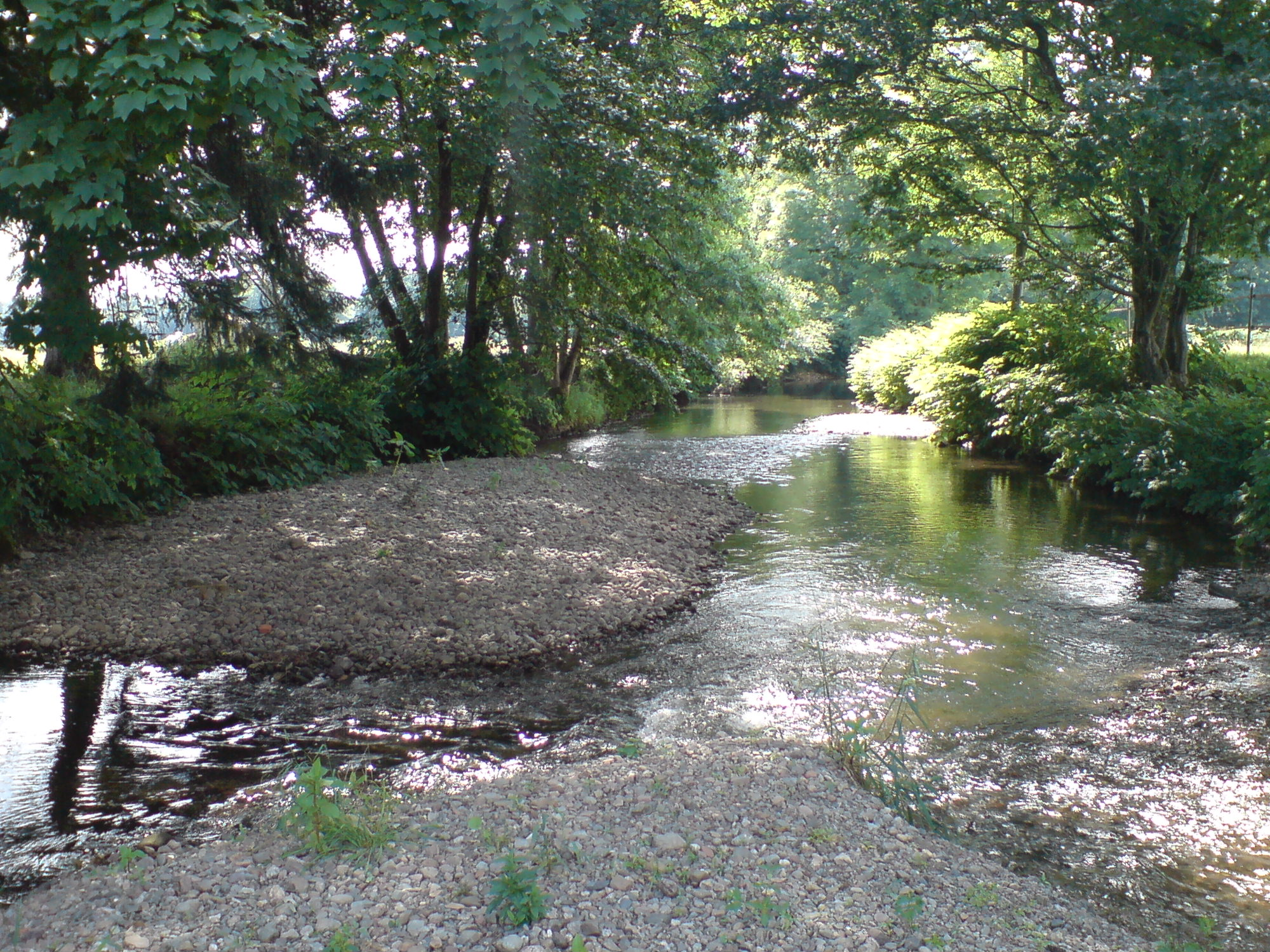
… avant que celles-ci ne fusionnent à nouveau un peu plus bas.